# Thomas Treadwell Davis
Thomas Treadwell Davis (ur. 22 sierpnia 1810 w Middlebury, zm. 2 maja 1872 w Waszyngtonie) – amerykański polityk, członek Partii Republikańskiej.

## Działalność polityczna
W okresie od 4 marca 1863 do 3 marca 1867 przez dwie kadencje był przedstawicielem 23. okręgu wyborczego w stanie Nowy Jork w Izbie Reprezentantów Stanów Zjednoczonych.
Jego dziadkiem był Thomas Tredwell.